# تترا نيونية
تترا نيونية (باللاتينية: Paracheirodon innes)، (بالإنجليزية: Neon Tetra) هي من ضمن أسماك المياه العذبة، موطنه الأصلى هو نهر أسود المياه  في جنوب شرق كولومبيا، بيرو الشرقية، والبرازيل الغربي، بما في ذلك روافد سوليموس en:Solimões ،حيث درجة حرارة المياه بين 20-26 درجة مئوية (68-79 درجة فهرنهايت),ألوانها البراقة سبب في شهرتها بين مربي أسماك المياة الاستوائية.وتعتر من الاسماك المسالمة

## المظهر الخارجي
ظهر أزرق فاتح وبطن فضي-أبيض، مع شريط أزرق لامع على الجانبين وشريط أحمر يمتد إلى قاعدة الزعنفة الذيلية.
شبه شفافة باستثناء العلامات.
الاختلاف الجنسي:
الإناث لديهن بطن أكبر وشريط مائل، بينما الذكور لديهم شريط مستقيم.
تغير اللون: يتحول إلى الرمادي أو الأسود ليلاً، ويعود للألوان الزاهية نهارًا.
الحجم: يصل طولها إلى حوالي 4 سم (1.6 بوصة).
تم استيراد سمكة التترا النيونية لأول مرة من أمريكا الجنوبية ووصفها عالم الأسماك الشهير جورج إس مايرز في عام 1936، وسُميت على اسم ويليام تي إينيس
تُعد سمكة P. innesi واحدة من أكثر أسماك الزينة شيوعًا، حيث يُباع منها حوالي 2 مليون سمكة في الولايات المتحدة شهريًا.[ يتم استيراد معظم أسماك التترا النيونية المتوفرة في الولايات المتحدة من جنوب شرق آسيا، حيث يتم تربيتها في المزارع، أو بدرجة أقل من كولومبيا وبيرو والبرازيل، حيث يتم جمعها من البرية خلال شهر واحد، يتم استيراد ما معدله 1.8 مليون سمكة التترا النيونية بقيمة تقديرية تبلغ 175000 دولار أمريكي إلى الولايات المتحدة لتجارة الأحواض المائية.  باستثناء مزارع تربية الأسماك المنزلية وعدد قليل من المزارع التجارية التي تربي أسماك التترا النيونية تجريبيًا، فإن التربية في الأسر على نطاق تجاري غير موجودة في الولايات المتحدة

## الأمراض الشائعة في سمكة النيون تيترا
سمكة النيون تيترا، مثل معظم الأسماك، قد تتعرض لعدة أمراض. من بين الأمراض الشائعة:
1. التعفن الفطري (Fungal Infection)
  - تظهر كزوائد بيضاء أو رمادية على الجسم والزعانف.
2. التهاب الخياشيم (Gill Disease):
  - تتضمن أعراضًا مثل صعوبة التنفس أو السباحة بالقرب من سطح الماء.
3. مرض النقطة البيضاء (Ich):
  - يظهر كحبيبات بيضاء صغيرة على الجسم والزعنفة.
4. الالتهابات البكتيرية (Bacterial Infections)
  - تشمل أعراضًا مثل تقرحات أو تغيرات في لون الجسم.
5. الإجهاد (Stress):
  - يمكن أن يؤدي إلى ضعف المناعة ويجعل السمكة عرضة للأمراض.
"مرض التترا النيونية" (NTD) أو مرض البليستوفورا،
وهو مرض أبواغ يُسببه طفيلي البليستوفورا هيفيسوبريكونيس. ورغم شيوعه، إلا أنه غير قابل للشفاء عمومًا، وغالبًا ما يكون قاتلًا للأسماك. ومع ذلك، يُمكن الوقاية من هذا المرض عمومًا. تبدأ دورة المرض عندما تدخل أبواغ طفيليات ميكروسبوريدية إلى السمكة بعد استهلاكها مواد مُصابة، مثل جثث الأسماك الميتة، أو طعام حي مثل توبيفكس، والذي قد يكون بمثابة عوائل وسيطة.
غالبًا ما ينتقل المرض عن طريق الأسماك المُكتسبة حديثًا والتي لم تخضع للحجر الصحي.

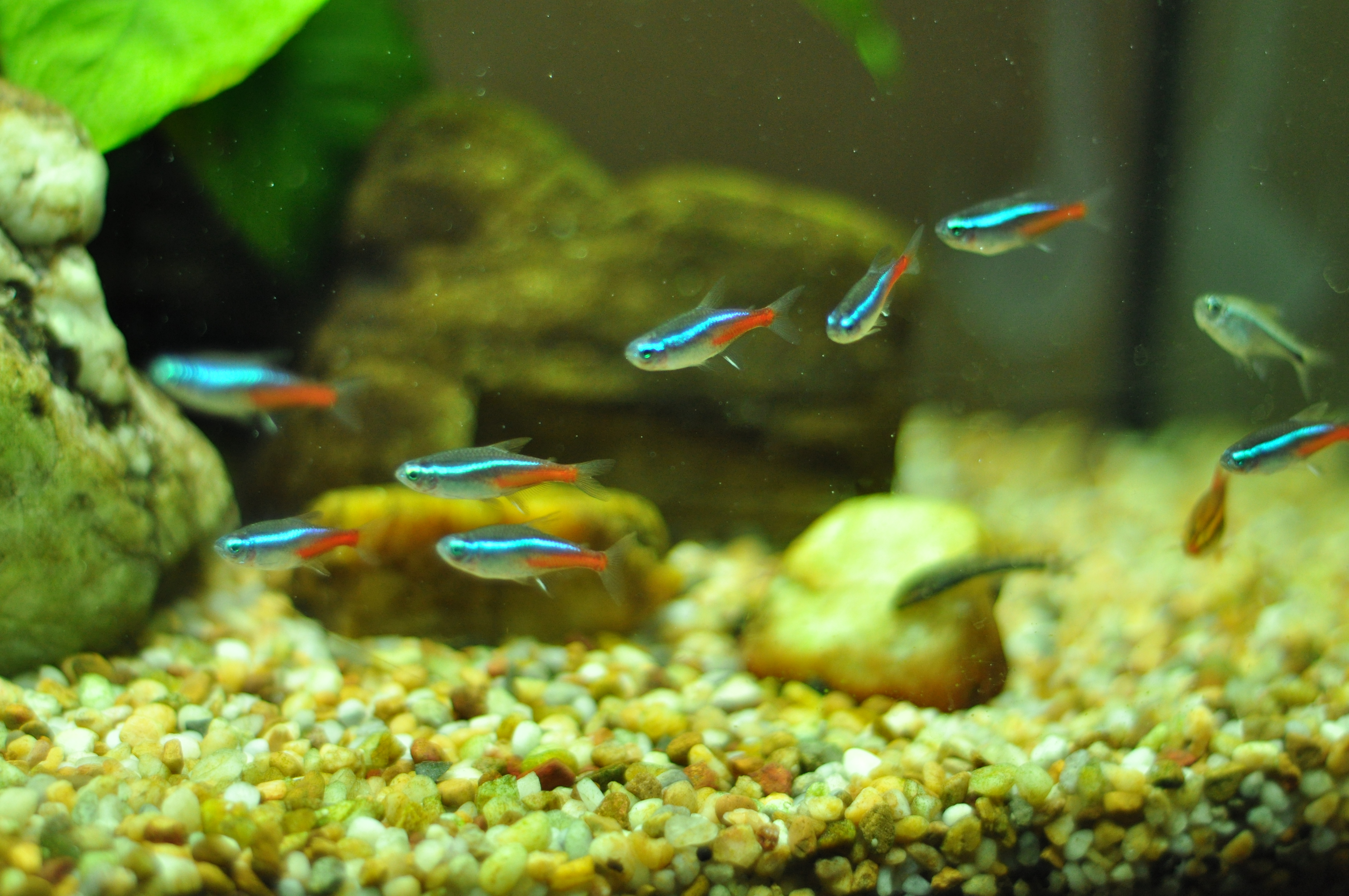
سرب من أسماك التترا النيونية في حوض أسماك منزلي

تشمل الأعراض الأرق، وفقدان اللون، وظهور كتل على الجسم مع ظهور الأكياس، وصعوبة السباحة، وانحناء الأشواك مع تقدم المرض، والتهابات ثانوية، مثل تعفن الزعانف والانتفاخ. 
يُظهر ما يُسمى "مرض النيون الكاذب"، وهو بكتيري
أعراضًا مُشابهة جدًا. يستحيل على مُربي الأسماك المنزلية التمييز بشكل قاطع بين مرض NTD ومرض NTD الكاذب بالاعتماد على الأعراض المرئية فقط، دون وجود دعم مختبري. كما يُخلط بين هذا المرض وداء العمودي (تعفن الفم، فطريات الفم، "فليكس").
يُعد أفضل علاج بشكل عام هو الإزالة الفورية للأسماك المريضة للحفاظ على ما تبقى منها، على الرغم من إجراء بعض العلاجات الناجحة أحيانًا، والتي تشمل حمامات الأسماك و"مزيجًا دوائيًا". قد يُساعد استخدام مُرشِّح الدياتوم، الذي يُمكن أن يُقلل من عدد الطفيليات الحرة في الماء. وكما هو الحال مع مرض بليستوفورا نيون تيترا، فإن الوقاية هي الأهم، وهذا المرض نادر الحدوث عند اتخاذ تدابير وقائية جيدة.